# Andrzej Ciechanowicz
Andrzej Bogusław Ciechanowicz (ur. 16 kwietnia 1963 w Goleniowie) – polski lekarz i nauczyciel akademicki, profesor nauk medycznych, rektor Pomorskiego Uniwersytetu Medycznego w Szczecinie w kadencji 2012–2016.

## Życiorys
Jest absolwentem I Liceum Ogólnokształcącego im. Marii Skłodowskiej-Curie w Szczecinie. W 1988 ukończył studia na Pomorskiej Akademii Medycznej. Na tej samej uczelni w 1992 uzyskał stopień naukowy doktora doktora na podstawie pracy Prekalikreina osoczowa jako wskaźnik diagnostyczny i rokowniczy przewlekłych chorób wątroby. W 1997 za badania roli układu kalikreina-kininy w patogenezie chorób metabolicznych oraz za badania molekularnych mechanizmów uszkodzeń nerek otrzymał Medal Amicus Scientiae et Veritatis przyznany przez Szczecińskie Towarzystwo Naukowe. W 1999 został doktorem habilitowanym na podstawie monografii Molekularne mechanizmy nefroprotekcyjnego działania enalaprilu w doświadczalnej przewlekłej niewydolności nerek. W 2005 otrzymał tytuł profesora nauk medycznych.
Specjalizacje lekarskie uzyskiwał z zakresu chorób wewnętrznych i hipertensjologii. Zawodowo związany z Pomorską Akademią Medyczną i następnie Pomorskim Uniwersytetem Medycznym, gdzie został kierownikiem Katedry Diagnostyki Laboratoryjnej i Medycyny Molekularnej oraz Zakładu Biochemii Klinicznej i Molekularnej. W latach 1999–2002 był prodziekanem Wydziału Lekarskiego, a w latach 2008–2012 – prorektorem ds. nauki. W 2012 został wybrany na stanowisko rektora tej uczelni, pełnił tę funkcję do 2016. W latach 2018–2020 był także zatrudniony na Uniwersytecie Szczecińskim.
Jest autorem około 300 publikacji. Wypromował ponad 25 doktorów.

## Odznaczenia
Odznaczony Srebrnym Krzyżem Zasługi.